# Araguapaz
Araguapaz är en kommun i Brasilien.   Den ligger i delstaten Goiás, i den centrala delen av landet, 280 km väster om huvudstaden Brasília. Antalet invånare är 7 513.
Omgivningarna runt Araguapaz är huvudsakligen savann. Runt Araguapaz är det mycket glesbefolkat, med 3 invånare per kvadratkilometer.